# Adurfrazgird
Adurfrazgird fou un príncep sassànida, germà del rei Sapor II (309-379).
És esmentat a les actes dels màrtirs siríaques amb el nom ʾdrprzgrd que ha estat interpretat com a Adurfrazgird i Adurafrozgerd (que es podria traduir com "el que fomenta el foc"). No hi ha proves que Adurfrazgird fóra més major o més jove que Sapor II. Degué tenir una altra mare, que era o bé una altra esposa del seu pare Ormazd II, o potser una concubina.
Vers el 365 Sapor II va dividir el govern de l'estratègica província d'Arbayistan entre dos dels seus germans: Adurfrazgird que va governar el sud amb seu a Nísibis, i Zamasp, que va governar el nord o regió del Tigris; el seu encàrrec era vigilar els romans i informar-se l'un a l'altre. Zamasp fou perseguidor dels cristians, però va tenir un fill que fou cristià (esmentat com "pyrgwšnsp" probablement "Peroz Gushnasp"). Com que no eren fills d'Ormazd II (303-310) amb la seva primera dona, podrien ser germans uterins de Sapor, d'una segona dona o d'una concubina; però clarament exclosos dels drets successoris.